# پاسینلر
پاسینلر (به ترکی استانبولی: Pasinler) شهری است در کشور ترکیه که در استان ارزروم واقع شده‌است. جمعیت این شهر بر اساس سرشماری سال ۲۰۰۸ میلادی ۱۴٬۷۶۲ نفر و بر اساس برآوردهای سال ۲۰۰۹ میلادی ۱۳٬۵۷۴ نفر می‌باشد.